# Àguila de Wallace
L'àguila de Wallace (Nisaetus nanus) és una espècie d'ocell de la família dels accipítrids (Accipitridae). Habita els boscos de la Península Malaia, Borneo, Sumatra i algunes petites illes properes. El seu estat de conservació es considera vulnerable.